# Р-11ФМ
Р-11ФМ (индекс 8А61ФМ) — первая советская жидкостная одноступенчатая баллистическая ракета, размещаемая на подводных лодках (БРПЛ) проектов 611АВ и 629.
Разработана в ОКБ-1 на базе «сухопутной» ракеты Р-11.

## История создания
5 января 1954 года было проведено техническое совещание Главных конструкторов ракетного комплекса подводной лодки и стенда для отработки морского старта. А 26 января принято совместное постановление ЦК КПСС и Совета министров СССР «О проведении проектно-экспериментальных работ по вооружению подводных лодок баллистическими ракетами дальнего действия и разработке на базе этих работ технического проекта большой подводной лодки с реактивным вооружением».
Ракета Р-11ФМ разработана под руководством С. П. Королёва на базе ракеты Р-11. Пуск ракеты предполагался из надводного положения, для запуска требовалось поднять полностью заправленную ракету из шахты и удерживать её там до старта. Одновременно с ракетой шло создание её носителя — подводной лодки В-611, главным конструктором которой был Н. Н. Исанин.
Испытательные пуски проводились на полигоне Капустин Яр. Первые три пуска были выполнены в сентябре-октябре 1954 года с неподвижного стенда, имитирующего внешние обводы подводной лодки.
Следующие 11 пусков были выполнены с качающегося стенда в мае-июле 1955 года. На стенде имитировались бортовая качка (до 12°) и рыскание по курсу (до 4°) — параметры соответствовали волнению в 4 балла. Девять ракет достигли цели.
Пусковой комплекс Д-1 (С1.1372) был разработан в отделе № 7 ОКБ-1. Пусковая установка обеспечивала подъем ракеты на верхний срез шахты и её удержание при качке и во время старта. В комплекс пусковой установки входили устройство горизонтальной амортизации, поворотный пусковой стол для грубого наведения по азимуту от 0 до 180°
11 сентября 1955 года первая подводная лодка с баллистическими ракетами Б-67 была принята в состав ВМФ. В обстановке глубокой секретности, ночью с 14 на 15 сентября на борт была загружена ракета. В 17:32 16 сентября 1955 года в Белом море был проведен первый успешный запуск баллистической ракеты Р-11ФМ с экспериментальной подводной лодки Б-67 (проект 611В) Северного флота под командованием капитана II ранга Ф. И. Козлова. Во время запуска (а также двух последовавших в октябре 1956 года) главный конструктор ракеты С. П. Королев и главный конструктор проекта ПЛ Н. Н. Исанин находились на борту подводной лодки.
Королёв считал своё личное присутствие необходимым, чтобы почувствовать ограниченное пространство, динамику перехода из надводного положения в подводное и обратно, поведение на волне и другие особенности подводного плавания.
В 1955 году документация на ракеты Р-11, Р-11М и Р11-ФМ, дальнейшая разработка и постановка на серийное производство были переданы в СКБ-385, а 11 марта 1955 года, по рекомендации С. П. Королева, главным конструктором СКБ-385 был назначен ученик Королева Виктор Петрович Макеев.

### Государственные испытания
В 1957 году был завершен выпуск рабочей документации на ракету Р-11ФМ и стартовый комплекс, согласованы вопросы размещения на подводных лодках проектов АВ-611 и 629, проведены летно-конструкторские испытания серийной ракеты с качающегося стенда (4 пуска). Председателем госкомиссии был Г. М. Табаков, техническим руководителем — В. П. Макеев.
Затем последовали государственные летные испытания. Председателем госкомиссии был назначен командующий Северным флотом вице-адмирал А. Е. Орел, а техническим руководителем — В. П. Макеев. Были выполнены 5 пусков с подводной лодки проекта АВ-611. 20 февраля 1959 года по результатам испытаний ракета была принята на вооружение.

## Эксплуатация
Всего с 1958 по 1967 год было произведено 77 пусков ракет Р-11ФМ, из которых 59 было признано успешными. Неудачных пусков было 18 (7 — из-за ошибок личного состава, 3 — по причинам отказа систем ракет, 8 — причины определить не удалось). Ракетный комплекс Д-1 был снят с вооружения в 1967 году.

## Носители
В боевой состав ВМФ были введены пять дизельных подводных лодок проекта 611АВ с ракетами Р-11ФМ. Главный конструктор — Н. Н. Исанин. Это была первая морская группировка системы стратегического вооружения.